# Agua Zarca, Guanajuato
Agua Zarca är en ort i Mexiko.   Den ligger i kommunen Santa Cruz de Juventino Rosas och delstaten Guanajuato, i den centrala delen av landet, 250 km nordväst om huvudstaden Mexico City. Agua Zarca ligger 2 181 meter över havet och antalet invånare är 109.
Terrängen runt Agua Zarca är huvudsakligen kuperad, men åt sydväst är den platt. Runt Agua Zarca är det ganska tätbefolkat, med 134 invånare per kvadratkilometer. Närmaste större samhälle är Santa Cruz de Juventino Rosas, 14,0 km söder om Agua Zarca. Trakten runt Agua Zarca består i huvudsak av gräsmarker.